# Vallon-sur-Gée
Vallon-sur-Gée è un comune francese di 840 abitanti situato nel dipartimento della Sarthe nella regione dei Paesi della Loira.

## Società

### Evoluzione demografica
Abitanti censiti